# Nicsiren iskola

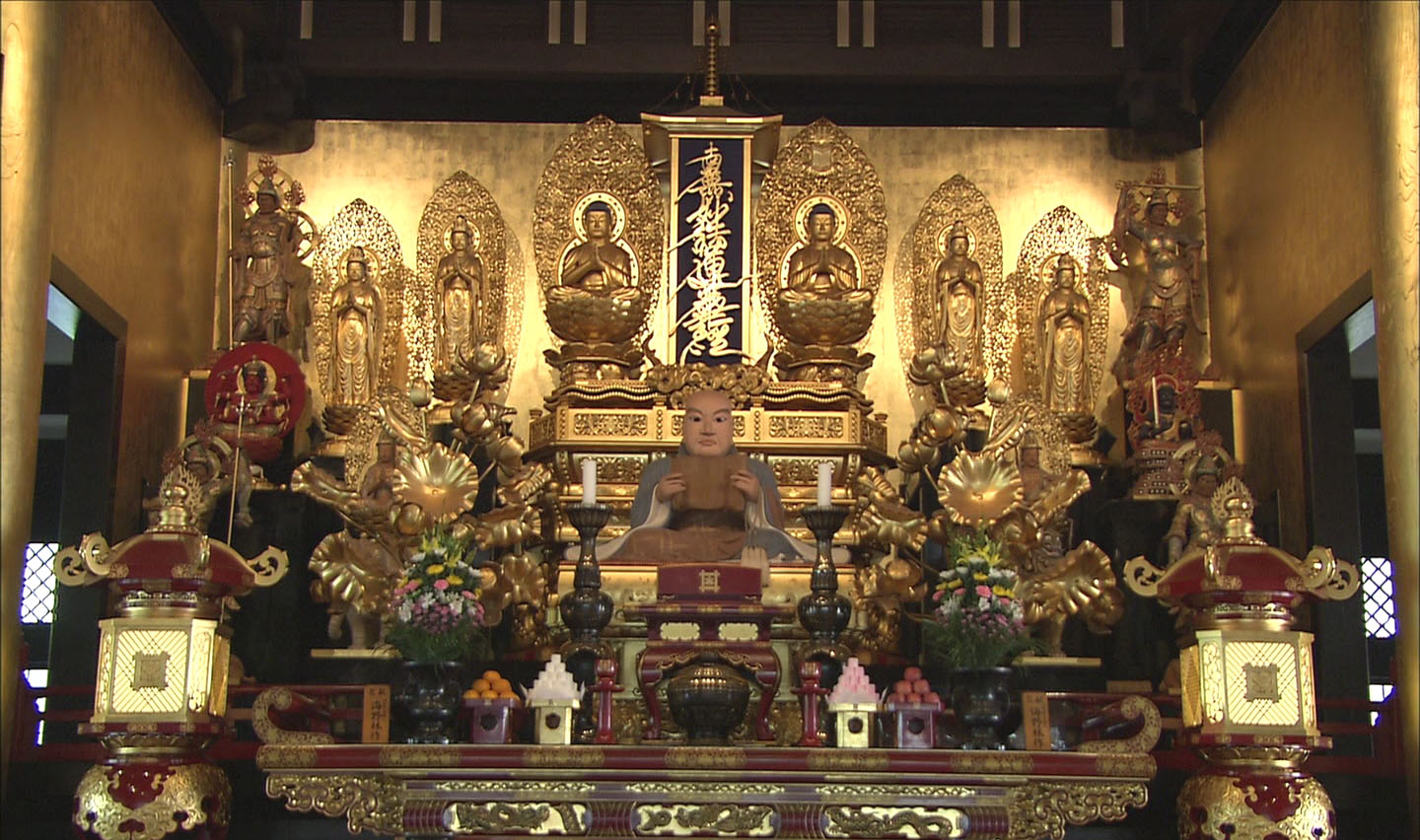
Általános nicsiren oltár különböző szobrokkal, köztük van magát Nicsirent ábrázoló is, Kuondzsi templom, Minobu-hegy

A nicsiren iskola (japán: 日蓮宗, nicsirensú) azoknak az nicsiren buddhista iskoláknak az egyesített szövetsége, amelyek Nicsiren eredeti tanítványaihoz vezetik vissza hagyományvonalaikat.

## Áttekintés
A nicsiren buddhisták úgy nevezik ezt az iskolát, hogy a minobu szekta, ugyanis a Minobu-hegy környékén a legnépszerűbb. Az iskola fő templom a Kuondzsi, amely szintén a Minobu-hegyen van, ott, ahol Nicsiren élt önkéntes elvonulásban. Egy másik jelentős templomuk az Ikegami Honmondzsi, Nicsiren halálának helyszíne. Ennek megfelelően, Nicsiren legfontosabb személyes tárgyait és írásait is itt őrzik, ezek Japán nemzeti kincsei közé tartoznak.
A nicsiren iskola toleráns más buddhista hagyományokkal szemben, olyannyira, hogy bizonyos buddhista gyakorlatokat más iskolákból vett át vagy épített be sajátjai közé. Ezek közé tartoznak vallási szobraik, ezoterikus buddhista mágikus szertartások, valamint a toleráns fotográfia és a kalligráfiával ellátott vallási tárgyak terjesztése.
A nicsiren iskolában úgy tartják, hogy Nicsiren nem egyetlen utódot jelölt ki – ahogy azt a nicsirenső iskolában tartják – hanem hatot. A hat tanítvány Nissó (1221 – 1323); Nicsiro (1245 – 1320); Nikkó (1246 – 1333); Nikó (1253 – 1314); Nitcsó (1252 – 1317) és Nicsidzsi (1250 – ismeretlen).
A nicsiren iskolában Sakjamuní Buddha az örök buddha, ahogy az a Lótusz szútra 16. fejezete írja, Nicsiren pedig a legfőbb gyakorló bodhiszattva, aki azt a küldetést kapja ugyanezen szútra 21. fejezetében, hogy védje meg az igaz dharmát (tanítást) a buddhizmus három korának utolsó időszakában. Ezenfelül, az iskolában úgy tekintenek Nicsirenre, mint a Lótusz szútra védelmezőjére.
| Iskola neve   | Alapító                                                             |
| ------------- | ------------------------------------------------------------------- |
| Minobu-szan   | Nikó                                                                |
| Hama-szan     | Nissó                                                               |
| Ikegami-su    | Nicsiró                                                             |
| Nakajama-szan | Nicsidzsó (más néven Toki Dzsóni)                                   |
| Fudzsi-Fusze  | Nikkó (csak részben) egyes részei a nicsirensó iskolához tartoznak. |